# Calle de Santa Ana (Sagunto)
La calle de Santa Ana es una vía pública de la ciudad española de Sagunto.

## Descripción
La vía, de la que Antonio Chabret y Fraga decía a comienzos del siglo XX que tenía denominación «relativamente moderna», nace del final de la calle de los Caballeros y, tras conectar con la del Buen Suceso, tuerce y alcanza hasta la de José Lerma. Aparece descrita en el Nomenclator de las calles, plazas y puertas antiguas y modernas de la ciudad de Sagunto (1901) del propio Chabret y Fraga con las siguientes palabras:

Santa Ana (calle de). Empieza en la de Caballeros y Gilet y desemboca en la de Gilet. Esta denominación es relativamente moderna, pues antes de la guerra de sucesión, la porción de esta calle dentro de los muros, formaba parte de la calle Mayor á la Porta de Terol, como se ha dicho anteriormente; y la exterior se confundía con el camí de Gilet, hoy calle de este nombre.
(Chabret y Fraga, 1901, pp. 88-89)